# Sceliomorpha rufithorax
Sceliomorpha rufithorax är en stekelart som beskrevs av Jean-Jacques Kieffer 1910. Sceliomorpha rufithorax ingår i släktet Sceliomorpha och familjen Scelionidae. Inga underarter finns listade i Catalogue of Life.